# Ichneumon annulatorius
Ichneumon annulatorius là một loài tò vò trong họ Ichneumonidae.